# Thomas Guthrie
 (juillet 2018).
Pour les articles homonymes, voir Guthrie.
Thomas Guthrie, né à Brechin le 12 juillet 1803 et mort le 24 février 1873 à St Leonards-on-Sea, est un écrivain et philanthrope écossais.
Il est l'un des prédicateurs les plus populaires de son époque en Écosse. Il est associé à de nombreuses formes de philanthropie dont notamment les Ragged School (en), qui fournissent une éducation gratuite aux enfants démunis.

## Biographie
Issu d'une famille très pieuse, dès son plus jeune âge, Thomas Guthrie aspire à être ministre de l'Évangile. 
Il étudie la chirurgie et l'anatomie à l'Université d'Édimbourg puis il se consacre plus tard à la théologie et est autorisé à prêcher en 1825.
Thomas Guthrie s'est impliqué dans de nombreuses causes principalement en faveur des plus défavorisés. Membre de la Temperance Society, Thomas Guthrie s'investit également en politique pour de meilleurs logements pour les travailleurs.
Les convictions de Thomas Guthrie portent sur l'amélioration des écoles qui réduirait la criminalité chez les jeunes. En 1847, il publie son livre Plaidoyer pour les écoles en haillons, ou La prévention, c'est mieux que guérir. Avec le soutien de la revue d'Édimbourg , Thomas Guthrie collecte suffisamment des fonds pour créer une école Ragged pour aider les enfants les plus démunis. Le succès des idées de Thomas Guthrie a encouragé le gouvernement à fournir des fonds pour ce qui allait devenir plus tard les écoles industrielles.
Après sa retraite du ministère en 1864, Guthrie travaille pour le Sunday magazine (en).
Il est décédé en 1873.